# Elzenvliegen
Elzenvliegen of slijkvliegen (Sialidae) zijn een familie van insecten die behoren tot de orde grootvleugeligen (Megaloptera) en zijn een familie van vliegende insecten.

## Kenmerken
Deze insecten hebben een donker lichaam met rookbruine, geaderde vleugels. De lichaamslengte komt meestal niet boven de 1,5 centimeter. Sommige exotische soorten kunnen een vleugelspanwijdte bereiken van 16 centimeter.

## Leefwijze
Volwassen elzenvliegen leven van nectar en worden meestal zittend op oevervegetatie van stilstaand water of moerassen gevonden. Het zijn zwakke vliegers; bij verstoring vliegen ze op maar gaan een eindje verder weer zitten in plaats van weg te vliegen.

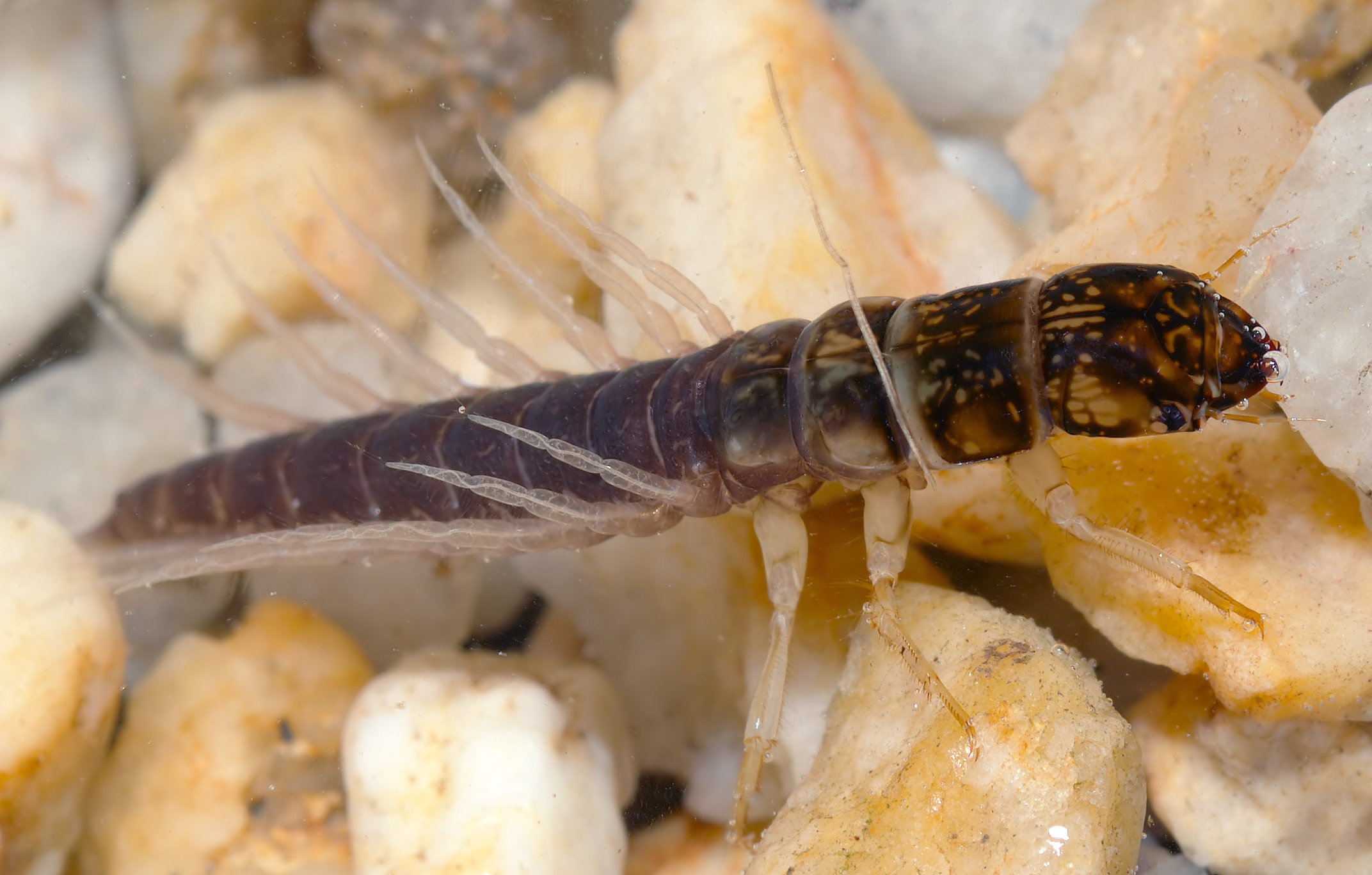
Larve van de slijkvlieg.

### Voortplanting
De ruim 2000 eieren worden meestal afgezet op waterplanten die uit het water steken. De uitgekomen larven glijden daarna in het water en zinken naar de bodem. Hoewel ze een ontwikkelingscyclus doormaken, hebben ze vanaf de geboorte al volledig ontwikkelde poten. De larven leven onder water van kleine diertjes en lijken wel op een duizendpoot vanwege de vele, poot-achtige tracheeënkieuwen aan het achterlijf. Het zijn goede zwemmers die tweemaal overwinteren voordat verpopping plaatsvindt. Dit gebeurt op het land, na ongeveer een week komt de pop uit.

## Soorten
Deze familie bestaat uit slechts één genus met in Noord- en Centraal-Europa zes, sterk op elkaar gelijkende soorten. Ze zijn nog het best te onderscheiden aan het biotoop waarin de soort wordt gevonden, een bekende is de soort Sialis lutaria. Andere soorten zijn S. flavilatera, die in modderig, stilstaand water leeft, en S. fuliginosa, in meer stromend en zuurstofrijk water leeft.

## Geslachten
Genera: Indosialis - Nipponosialis - Sialis

## In Nederland waargenomen soorten
- Genus: Sialis
  - Sialis fuliginosa
  - Sialis lutaria
  - Sialis nigripes